# Pentarquia

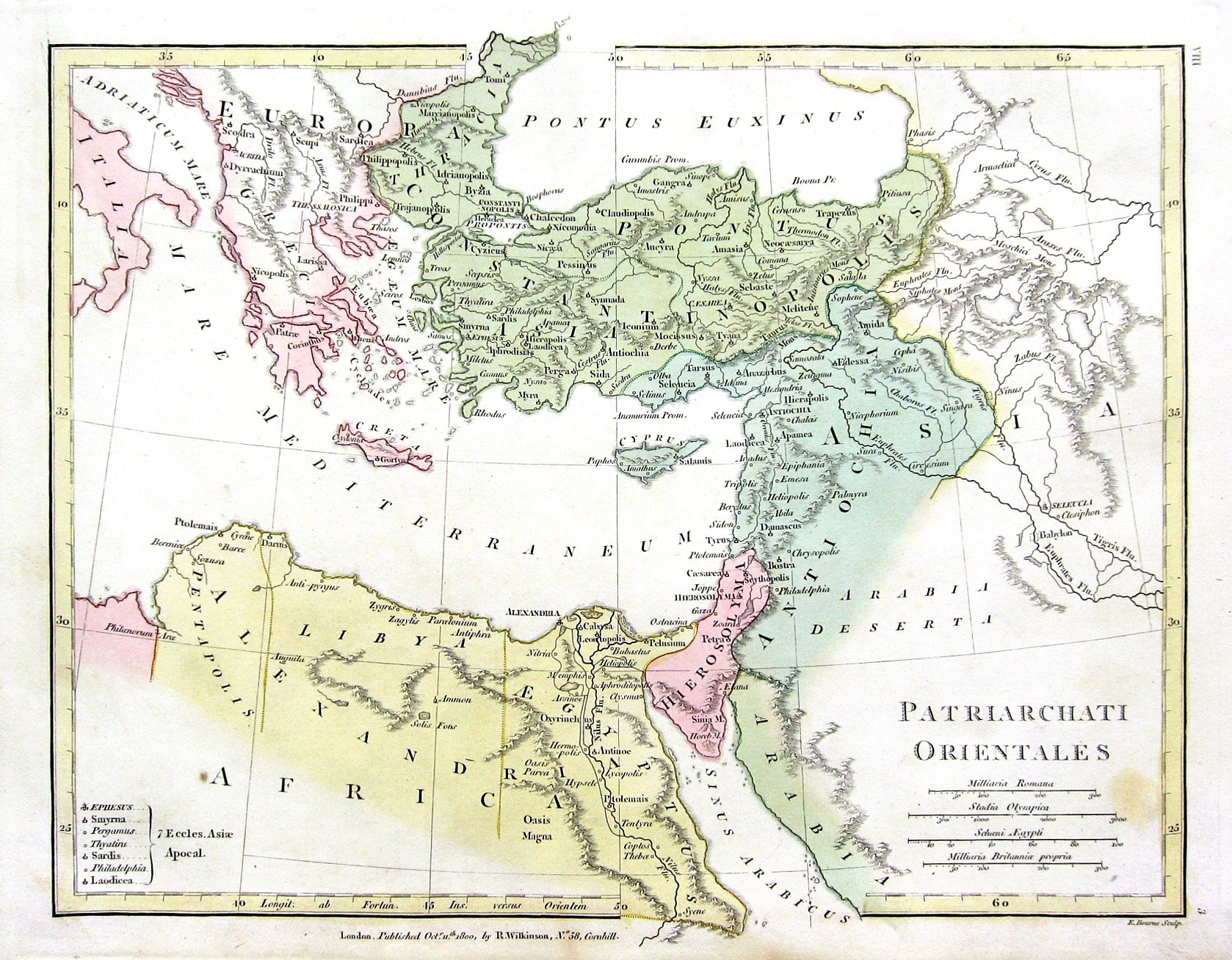
Um mapa da Pentarquia do Imperador Justiniano. Nesta versão, quase toda a Grécia moderna, como os Bálcãs e Creta, está sob a jurisdição da Santa Sé de Roma. O imperador Leão III mudou a fronteira do Patriarcado de Constantinopla para o oeste e para o norte no século VIII.

Na história do cristianismo, pentarquia (do grego: pente – cinco, e arquia – governo ou governante) é um termo utilizado para referir-se a um sistema eclesiástico baseado no comando de cinco patriarcas; Roma, Constantinopla, Alexandria, Antioquia e Jerusalém. O termo pentarquia e seu valor jurídico (civil e canônico) foi especificado no Oriente pela legislação do imperador Justiniano I (r. 527–565), e pelo Concílio de Trulo (692), no Ocidente suas sanções foram negadas ou aceitas parcialmente pelos papas, que sustentavam que Cristo, ao tornar São Pedro o primeiro papa, fundando a Igreja sobre ele, tornou-a por vontade divina, "monárquica, e não pentárquica".
Pentarquia também pode designar mais genericamente apenas o governo de cinco chefes ou a aliança de cinco nações.

## História

### Título de "Patriarca"
Havia bispos com os direitos dos patriarcas nos primeiros três séculos do cristianismo, embora o título oficial fosse utilizado apenas posteriormente. O título de patriarca aparece primeiramente aplicado ao Papa Leão I numa carta de Teodósio II no século V. No Oriente, nos séculos V e até o final do século VI o termo era aplicado a importantes bispos.
Em 531 Justiniano utiliza o título de "patriarca" para designar exclusivamente os bispos de Roma, Constantinopla, Alexandria, Antioquia e Jerusalém. Gradualmente a partir do século VIII e IX o termo adquire seu sentido atual, tornando-se um título oficial, utilizado apenas para uma classificação definitiva na hierarquia. Durante séculos o nome aparece geralmente em conjunto com "arcebispo".

### Primeiro Concílio de Niceia
O Concílio de Niceia de 325 estabeleceu que em cada província civil o corpo dos bispos deveria ser encabeçado pelo bispo da capital provincial (o bispo metropolita), mas reconheceu a autoridade super-metropolitana já exercida pelos bispos de Roma, Alexandria e Antioquia. Além disso, decretou que o bispo de Jerusalém tivesse direito a honra especial, embora não a autoridade sobre outros bispos.

O cânone 6 do Concílio diz: 
Que o antigo costume no Egito, Líbia e Pentápole prevaleça, que o Bispo de Alexandria tenha jurisdição em todos estes, uma vez que o mesmo é habitual para o Bispo de Roma também. Da mesma forma em Antioquia e as outras províncias, deixe as Igrejas mantêm seus privilégios. E isso é seja universalmente entendido, que se alguém for feito bispo sem o consentimento do Metropolita, o grande Sínodo declara que tal homem não deve ser um bispo. Se, no entanto, dois ou três bispos pelo amor natural de contradição, oporem-se ao sufrágio comum do resto, sendo razoável e de acordo com a lei eclesiástica, em seguida, deixai a escolha da maioria prevalecer.
Nos três primeiros séculos do cristianismo, o Bispo de Roma interveio em outras comunidades para ajudar a resolver conflitos, sugerindo o exercício da primazia papal primitiva. O historiador Will Durant escreve que após a queda e destruição de Jerusalém pelos romanos, a igreja de Roma tornou-se naturalmente a igreja principal, a capital do cristianismo.  O Papa Clemente I no final do século I escreveu uma epístola à igreja em Corinto, na Grécia, intervindo em uma disputa importante. No princípio do século II, Santo Inácio de Antioquia elogia a pureza da fé de Roma, e relata que ela exercia uma "presidência no amor" entre as igrejas cristãs. No final do mesmo século, o Papa Vítor I ameaça de excomunhão os bispos orientais que continuarem praticando a Páscoa em 14 de Nisã. No século III, o rival do Papa Cornélio I, o Antipapa Novaciano afirma ter “assumido a primazia”.
O poder de Alexandria era bem conhecido já no século III, sendo seu bispo o primeiro metropolita no Egito e nos territórios vizinhos africanos, quando outras sedes metropolitanas foram criadas, o bispo de Alexandria se tornou conhecido como o arco-metropolitano, por exemplo, Héraclas de Alexandria exerceu seu poder como arco metropolitano pela deposição e substituição do bispo de Thmuis.
Os primeiros registros de uma jurisdição atribuída a Antioquia datam do final do século II, quando Serapião, bispo de Antioquia, interveio em Rosso, ele também consagrou o terceiro Bispo de Edessa, fora do Império Romano. Antioquia convocou concílios realizados em meados do século III, que participaram bispos da Síria, Palestina, Arábia, e as províncias orientais da Ásia Menor, indicando sua jurisdição mais primitiva. Dionísio de Alexandria falou desses bispos como formando o "Episcopado do Oriente", em que Demetriano, bispo de Antioquia ocupava o "primeiro lugar". O cânone 6 ao citar a Igreja de Antioquia defende que está preservando seus privilégios, embora não esclareça qual era sua jurisdição: Do mesmo modo, em Antioquia e nas outras províncias, as igrejas devem preservar seus privilégios.
Muitos historiadores tem sugerido que os poderes especiais de estas três sés episcopais provieram do fato de serem associadas com São Pedro (segundo a tradição, Antioquia e Roma foram fundadas por ele e Alexandria por seu discípulo São Marcos).
O bispo de Jerusalém é citado no cânone 7, como tendo uma honra especial (por lá ter ocorrido a Paixão e Ressurreição de Cristo), mas sem possuir qualquer autoridade, e sendo submetido ao bispo metropolita de Cesareia.
Junto com a menção das tradições especiais de Roma, Alexandria e Antioquia, os mesmos cânones 6 e 7 falam da forma de organização metropolitana, que também foi o tema dos dois cânones anteriores, um sistema através do qual o bispo da capital de cada província civil (o metropolita) possuí certos direitos sobre os bispos das outras cidades da província (sufragâneas), e que possivelmente tiveram sua origem também em torno do século III.

### Outros concílios até a criação dos cinco patriarcados
Em 330, a capital do Império Romano foi transferida para Constantinopla, e o concílio homônimo realizado em 381 decreta em seu terceiro cânon: "O Bispo de Constantinopla, no entanto, deve ter a prerrogativa de honra, após o Bispo de Roma, porque Constantinopla é a nova Roma"; esta prerrogativa de honra, no entanto não implica nenhuma jurisdição fora de sua própria diocese. O segundo cânon do mesmo concílio define a jurisdição do Bispo de Antioquia, que incluía todos as províncias orientais do Império Romano.
Ao Primeiro Concílio de Constantinopla foram convocados apenas bispos orientais (cerca de 150 ao todo). O papa Dâmaso I em Roma parece ter aceitado o credo do concílio, mas não os cânones, pelo menos não o cânon sobre a precedência de Constantinopla. (Roma de fato aceitou a precedência de Constantinopla, como segunda sé depois de Roma, apenas durante a vida do Império Latino de Constantinopla, criado no século XIII durante a Quarta Cruzada.) Tanto no Oriente como no Ocidente, no entanto, o concílio passou a ser considerado como ecumênico. Acusações de Alexandria para a promoção de Constantinopla, levou a uma luta constante entre os dois na primeira metade do século V.
O Primeiro Concílio de Éfeso realizado em 431 estende o poder de Jerusalém ao longo de três províncias da Palestina.
O Concílio de Calcedônia realizado em 451, considera o Concílio de Constantinopla como ecumênico, pois usa seu credo como uma continuação do credo do Primeiro Concílio de Niceia (originando-se o Credo niceno-constantinopolitano), e reconhece definitivamente no cânone 28 a jurisdição do Bispo de Constantinopla sobre Ponto, Ásia Menor e a Trácia. O concílio justificou esta decisão com o fundamento de que "os Padres justamente concederam privilégios ao trono da Roma antiga, porque era a cidade real", e que o que o Primeiro Concílio de Constantinopla "movido pela mesma consideração, deu privilégios iguais ao mais santo trono da Nova Roma, justamente a julgar que a cidade está honrada com a soberania e o Senado, e goza de privilégios de igualdade com a antiga Roma imperial, em assuntos eclesiásticos, bem devendo nas matérias eclesiásticas magnificar-se como ela e alinhar-se depois dela (...)". O Papa Leão I, cujos delegados estavam ausentes quando esta resolução foi aprovada e que protestaram contra ela, embora tenham reconhecido o concílio como ecumênico e confirmado seus decretos doutrinais, rejeitaram o cânon 28, argumentando que violava o cânon sexto do Concílio de Niceia, os direitos de Alexandria e Antioquia e que o Bispo de Roma baseava sua autoridade no fato de ser o sucessor de São Pedro e não o bispo da capital imperial. O mesmo concílio reconfirma a jurisdição do Bispo de Jerusalém sobre as três províncias da Palestina. O Primeiro Concílio de Constantinopla, por sua vez, citado pelo Concílio da Calcedônia só foi reconhecido pelo Ocidente como ecumênico no século VI pelo Papa Hormisda e mesmo assim a validade e autenticidade do cânone 28 do Concílio de Calcedónia, que cria o patriarcado de Constantinopla, não é universalmente aceito, mesmo no ambiente ortodoxo. Enquanto esses concílios delimitaram claramente o território dos quatro patriarcas orientais, o território do Bispo de Roma permanecia incerto e vago.
O imperador Justiniano I (527-565) por primeiro restringiu o título de "patriarca" para designar exclusivamente os bispos de Roma, Constantinopla, Alexandria, Antioquia e Jerusalém: no âmbito da "Renovatio imperii" ("Renovação do Império") na regravação do direito romano no Corpus Juris Civilis especificou as funções e a liderança de estes cinco patriarcas e teve um papel decisivo na formulação da Pentarquia, adoptada depois pelo Concílio Quinissexto de 692.

### Conflitos entre Ocidente e Oriente
A pentarquia foi dogmatizada no Concílio In Trullo, ou Concílio Quinissexto de 692, que foi convocado por Justiniano II: 
"Renovando os atos dos 150 padres reunidos na cidade imperial protegida por Deus, e dos 630 que se reuniram na Calcedônia, nós decretamos que a Sé de Constantinopla deve ter privilégios iguais à Sé da antiga Roma, e serão altamente considerados em assuntos eclesiásticos como o é, e deve ser a segunda após ela. Depois de Constantinopla será classificada a Sé de Alexandria, em seguida, a de Antioquia, e depois à Sé de Jerusalém". 
A idéia de que com a transferência da capital imperial de Roma para Constantinopla a primazia na Igreja foi também transferida é encontrada nas cartas de João Filopono (c.490-c.570), e Fócio I de Constantinopla (c.810-c.893). Esse concílio foi aceito como ecumênico pelo Oriente, mas não pelo Ocidente, que não participou dele, sendo que o Papa Sérgio I (687-701) se recusou a aprovar seus cânones. O Papa Teodoro I em 642, usa pela primeira vez título de "Patriarca do Ocidente", como maneira de simbolizar a proximidade e a liderança do papa na Igreja Latina, embora o termo tenha sido utilizado apenas ocasionalmente e não descreva um território eclesiástico ou seja uma definição patriarcal. Em 732, o imperador Leão III, o Isauro, como retaliação a oposição do Papa Gregório III com a iconoclastia, transferiu a Sicília, Calábria e Ilíria do Patriarcado de Roma à de Constantinopla.
A visão do Oriente sobre a pentarquia entrava fortemente em choque com os ensinamentos dos Papas, que invocavam jurisdição sobre todos os assuntos da Igreja e o direito de julgar até mesmo os patriarcas. Em cerca de 446 o Papa Leão I tinha expressamente reivindicado autoridade sobre toda a Igreja: "O cuidado da Igreja universal, deve convergir para a cadeira de Pedro, e nada deve ser separado de sua cabeça". O Papa Gregório I no século VI declarou que nenhum concílio ecumênico poderia ser chamado sem a autorização do papa, o Papa Nicolau I reconfirmou esta decisão num sínodo realizado em Roma em 864, e até o pontificado do Papa Adriano II (867-872), nenhum dos Papas reconheceram a legitimidade dos cinco Patriarcas Orientais, mas apenas os de Alexandria e Antioquia. Do século V ao XI foram numerosas as rupturas seguidas de reconciliação entre as igrejas do Ocidente e Oriente. Em 1053 e 1054, os legados romanos do Papa Leão IX, viajaram para Constantinopla para insistir no reconhecimento da primazia papal, o patriarca de Constantinopla se recusou a reconhecer sua autoridade e se excomungaram mutuamente, posteriormente a separação entre Ocidente e Oriente se desenvolveu quando todos os outros patriarcas orientais apoiaram Constantinopla, no evento do Grande Cisma. Posteriormente tentativas fracassadas de reunificação foram realizadas pelo IV Concílio de Latrão (1215) e o Concílio de Florença (1439), que consideram o Papa como o primeiro dos cinco patriarcas.

## Patriarcas atuais das cinco sedes
| Ver            | Igreja católica | Igreja Ortodoxa Grega                                                                      | Igreja Ortodoxa Oriental |
| -------------- | --- | ------------------------------------------------------------------------------------------ | --- |
| Roma           | Papa Leão XIV (Igreja Latina), na Arquibasílica de São João de Latrão | Nenhum                                                                                     | Nenhum |
| Constantinopla | Nenhum | Bartolomeu I (Igreja Ortodoxa de Constantinopla), na Catedral de São Jorge, em Istambul    | Sahak II Mashalian (Igreja Apostólica Armênia), na Igreja Patriarcal da Santa Mãe de Deus, em Istambul                                                                              |
| Alexandria     | Ibrahim Isaac Sidrak (Igreja Católica Copta), na Catedral de Nossa Senhora do Egito, no Cairo | Teodoro II (Igreja Ortodoxa Grega de Alexandria), na Catedral da Anunciação, em Alexandria | Papa Tawadros II (Igreja Ortodoxa Copta), na Catedral Ortodoxa Copta de São Marcos, no Cairo                                                                                        |
| Antioquia      | - Bechara Boutros al-Rahi (Igreja Maronita) - em Mosteiro Patriarcal de Nossa Senhora de Bkerke, em Bkerké, Líbano - Inácio José III Yonan (Igreja Católica Siríaca) - na Catedral de Nossa Senhora da Anunciação, em Beirute - Youssef I Absi (Igreja Greco-Católica Melquita) - na Catedral de Nossa Senhora da Dormição, em Damasco - Raphaël Bedros XXI Minassian (Igreja Católica Armênia) - Catedral de São Elias e São Gregório, o Iluminador, em Beirute | João X (Igreja Ortodoxa Grega de Antioquia) - na Catedral Mariamita de Damasco             | - Inácio Afrém II (Igreja Ortodoxa Siríaca), na Catedral de São Jorge, em Damasco - Aram I (Igreja Apostólica Armênia), na Catedral São Gregório, o Iluminador, em Antelias, Líbano |
| Jerusalém      | Pierbattista Pizzaballa (Igreja Latina), na Igreja do Santo Sepulcro | Teófilo III (Igreja Ortodoxa Grega de Jerusalém), na Igreja do Santo Sepulcro              | Nourhan Manougian (Igreja Apostólica Armênia), Catedral de São Tiago, Jerusalém |